# Eliminació de Grieco
L'eliminació de Grieco és una reacció orgànica que descriu la reacció d'eliminació d'un alcohol primari alifàtic a través d'un selenur a un alquè terminal. Porta el nom del químic orgànic estatunidenc Paul Grieco.

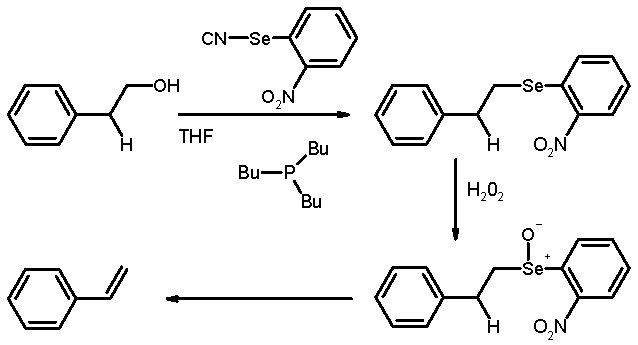
Eliminació de Grieco

L'alcohol reacciona primer amb o-nitrofenilselenocianat i tributilfosfina per formar un selenur mitjançant una substitució nucleòfila en el seleni deficient d'electrons. En el segon pas, el selenur s'oxida amb peròxid d'hidrogen per donar un selenòxid. Aquesta estructura es descompon per formar un alquè mitjançant un mecanisme d'eliminació Ei amb expulsió d'un selenol d'una manera similar a la de l'eliminació de Cope. Aquesta reacció participa en la síntesi de l'anell C de la síntesi de Danishefsky Taxol.